# イタリア領キレナイカ

イタリア領キレナイカ
Cirenaica Italiana (イタリア語)
برقة الايطالية (アラビア語)

キレナイカの位置

1. 

イタリア領キレナイカ（イタリアりょうキレナイカ、イタリア語: Cirenaica Italiana、アラビア語: برقة الايطالية）は、1911年から1934年まで現在の東リビアに存在していたイタリアの植民地である。この地域は、1911年のイタリア・トルコ戦争後にイタリア領トリポリタニアと並んでオスマン帝国から割譲された。
トリポリタニアとキレナイカの2つの植民地は、イタリア領リビアまたはイタリア領北アフリカ（Africa Settentrionale Italiana、またはASI）と呼ばれることもあった。この2つの名称は統合後も使われ、イタリア領リビアは新たに統合された植民地の正式名称となった。
1923年、サヌーシー教団に属する先住民の反乱軍が、イタリアのリビア入植に反対するリビア抵抗運動を組織した。この反乱は、いわゆる「平和化作戦」の後、1932年にイタリア軍によって鎮圧され、キレナイカの住民の4分の1が死亡する結果となった。
1934年、イタリア領トリポリタニアと統合してイタリア領リビアとなった。

## 歴史

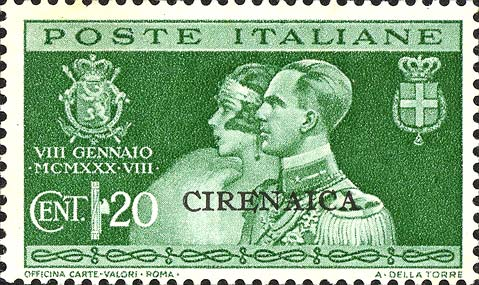
イタリア領キレナイカの切手

イタリア領キレナイカとイタリア領トリポリタニアは、1911年、イタリア・トルコ戦争でオスマン帝国領トリポリタニアを征服した際に成立した。
1920年代、キレナイカはイタリア植民地軍と植民地支配からの独立を目指すリビア人反乱軍との戦闘の舞台となった。1931年、反乱軍の独立指導者オマール・ムフタールが捕らえられ、処刑された。
ファシスト・イタリアは、リビア占領の第一段階として、キレナイカにいくつかの強制収容所を確保した。植民地政府は1929年、反乱軍の支持を得るため、アフダル山地の住民をほぼ全面的に国外追放し始めた。
10万人以上の強制移住は、スルーク、エル・マグラン、アビヤル、エル・アゲイラの強制収容所で終わり、主にスペイン風邪などの疫病により、数万人が劣悪な環境の中で死亡した。  強制収容所は1934年以降、ファシスト政権がこの地域を完全に掌握すると解体され、地元のアラブ人社会との同化政策が開始された。この政策は成功し、1940年にはアラブ系リビア人による2つの植民地軍部隊が存在するほどであった。
イタリアはリビアのインフラに大規模な投資を行った（未回収のイタリアのために経済を発展させることが目的だった）。ベンガジでは、キレナイカ史上初めて、塩加工、石油精製、食品加工、セメント製造、皮なめし、醸造、海綿漁、マグロ漁などの製造設備が作られ、1930年代前半には「イタリアン・ベンガジ」と呼ばれるようになった。ベンガジ港は拡張され、近くには近代的な病院が建設された。また、新しい空港も建設された。
1934年、イタリア領キレナイカとイタリア領トリポリタニアはイタリア領リビアの一部となった。

## 人口統計
1930年代後半、キレナイカには沿岸部を中心に2万人以上のイタリア人入植者が入植しており、その結果、大規模な経済開発が行われた。
当初、イタリア側は現地人を内陸部の限界集落に追いやり、リビアの最も肥沃な土地にイタリア人を再定住させることを目的としていたが、1938年から新総督のイタロ・バルボが現地人の了解を得るためにこの方針を変えた。また、バルボが総督に就任するまで、イタリアはリビア人に十分な教育を施していなかった。1938年の小学校数はイタリア側（全人口の約15％）が81、リビア側（同75％以上）は97であった。

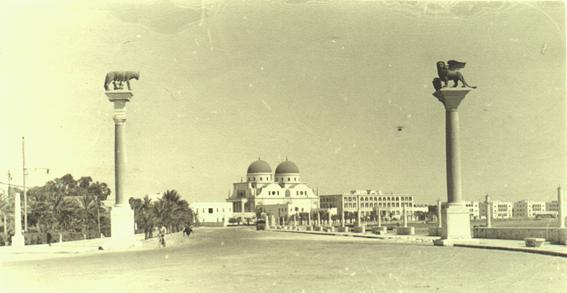
ヴェネツィアの獅子とカピトリヌスの雌狼をモチーフにした2本の円柱など、イタリア・ベンガジのパノラマが広がる、ヴィットリア通りに連なるカトリック大聖堂。

## インフラストラクチャー

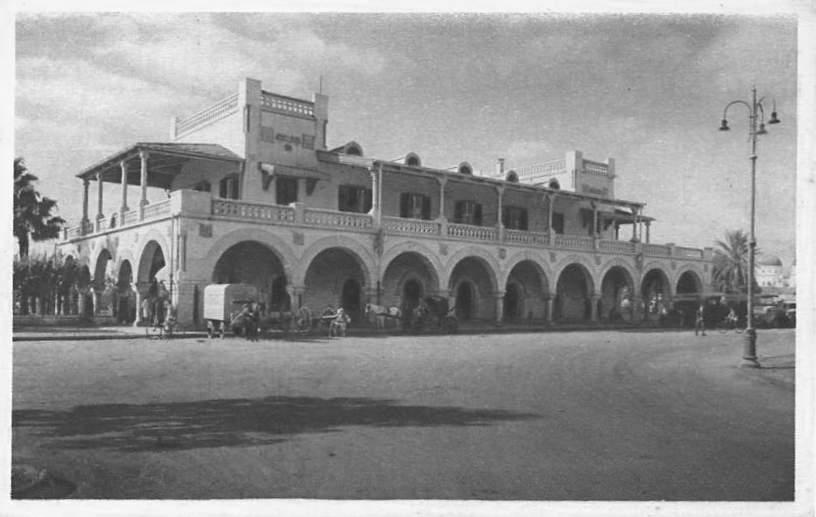
ベンガジ駅（1930年）

イタリアは1930年代を中心に、トリポリ-ベンガジ間の海岸道路、ベンガジ-バルチェ間、ベンガジ-ソルフ間の鉄道、ベンガジ港の拡張など、イタリア領キレナイカで大規模なインフラ整備事業を実施してきた。
1930年代には、キレナイカ沿岸にイタリア人とリビア人に必要な通信手段（インフラ）を備えた村が設立された。

## 主な軍事・政治的展開

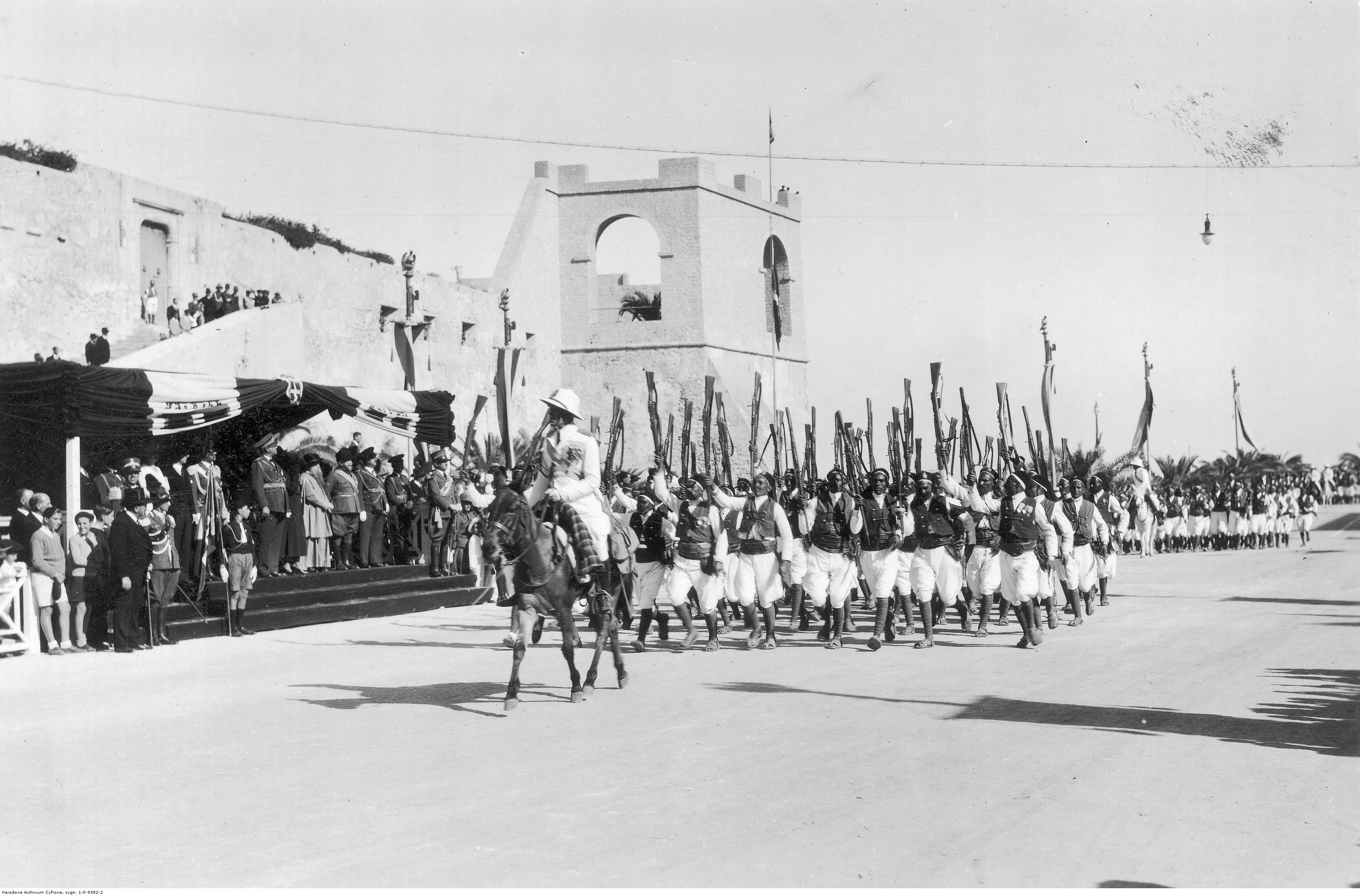
キレナイカを訪問中のヴィットーリオ・エマヌエーレ3世とロドルフォ・グラツィアーニ総督の前で行われた、リビア植民地軍のパレード（1932年2月）

- 1911年：イタリア・トルコ戦争勃発。イタリアがトブルク、デルナ、ベンガジを征服[4]。
- 1912年：ローザンヌ講和条約（イタリア語版）によりイタリア・トルコ戦争終結。オスマン帝国はトリポリタニアとキレナイカを割譲[4]。
- 1917年-21年：アクロマ（英語版）、アル・ラジマ（英語版）、ブ・マリアムで締結された、イタリア側とサイイド・イドリース率いるサヌーシー教団側との一連の協定により、紛争が延期された[5]。
- 1923年：イタリア総督ルイジ・ボンジョバンニ（英語版）がサヌーシー教団との条約破棄を宣言し、イタリア軍はサヌーシー首長国の首都アジュダービヤーを占領し、キレナイカ再征服を開始する[6]。オマール・ムフタールを中心としたサヌーシー教団の抵抗が始まる。
- 1925年：イタリア・エジプト条約により、キレナイカ（後のリビア）・エジプト国境が定められる[7]。
- 1926年：ジャグバーブ征服[4]。
- 1927年冬～28年：トリポリタニアとキレナイカの政府間の調整の結果「29度線作戦」が開始され、シドラ湾を征服し、二つの植民地が結ばれる[8]。
- 1929年：ピエトロ・バドリオがトリポリタニアとキレナイカの総督となる。オマール・ムフタールとのシディ・ルーマ会談が始まるが、最終的には失敗に終わる[4]。
- 1931年：クフラを占領、リビアとエジプトの国境に有刺鉄線を建設、オマール・ムフタールを逮捕、そして処刑[6]。
- 1932年：バドリオがリビアのレジスタンスの終結を宣言[4]。
- 1934年：キレナイカがリビア植民地に編入される。